# 大藤沙月
大藤沙月（2004年5月16日—），日本女子乒乓球运动员，2018年世界青年锦标赛女子团体银牌得主和女子双打铜牌得主、2024年亚洲锦标赛女子双打和女子团体金牌得主、2025年世界锦标赛混合双打银牌得主。2024年仅用不到一年时间将自己的世界排名由第125名提升至第8名。